# Letenyei Lajos
Letenyei Lajos, Letenyey (Felcsút, 1822. február 6. – Felcsút, 1868. szeptember 27.) magyar mezőgazdász, gazdasági író, földbirtokos.

## Életrajza
Letenyey István megyei szolgabíró és Horváth Anna fia. A gimnáziumot Székesfehérváron, a bölcseletet a Pesti Egyetemen végezte. A mérnöki pályára szánta magát és kezdetben a pesti Mérnöki Intézetben tanult, azonban korlátolt anyagi helyzete miatt a gazdászati térre utalta és 1842-ben a keszthelyi gazdasági intézet (Georgikon) növendéke lett. Gazdászati észleleteken kívül a természettan alapelveire szentelte idejét, különösen a füvészetet kedvelte és Linné rendszere nyomán 320 darabból álló növénygyűjteményt alkotott, melyet 1859-ben a kerti társulat kiállításán bemutatott, ahol a bírálók jegyzőkönyvileg dicséretre méltatták. Intézeti tanulmányait elvégezve, 1844-ben Nagy Károly, gróf Batthyány Kázmér teljhatalmú gazdasági kormányzója, meghívta a somogy-baranyai uradalmak juhászatához. 1846-ban a gróf őt három társával a hohenheimi (Stuttgart városrésze) intézetbe küldte, hogy a gazdászatból magasabb elméleti képzést nyerjen. Bővebb tapasztalásgyűjtés végett a külföldi híresebb gazdaságokat is megtekintette. 1847-ben meghívták a Pécsett keletkezett újabb szervezetű vasgyárhoz felügyelőnek, ezt az állást azonban a közbejött politikai viharok miatt nem foglalhatta el. 1848-ban Fehér megye szentlászlói gazdaságában működött. 1853-ban végül ősi tanyáján, Felcsúton telepedett le, ahol 1868. szeptember 27-én tüdősorvadásban meghalt.
A szaklapokban számos cikke kiadatásra került. A munkáinak kiadatását Gyürky Antal kezdte meg, de csak egy füzet jelent meg belőle.
Arcképe kőnyomat. nyomt. Deutsch testvérek Pesten (a 3. sz. munkában).

## Írásai
Cikkei a Magyar Gazdában (1844. Gazdasági tudósítás Somogy alsó vidékéről); a Pesti Divatlapban (1848. 20. sz. Felcsút); a Falusi Gazdában (1857-59. Értekezés a mély szántásról, dicséretet nyert czikk, Vidéki közlemények, A szőrféreg, Az ürge, A szúnyog, Éji lepkék, 1860. Hasznos madarak, Mikép irtsuk ki a gyomokat saját növényelleneik közvetítésével, Ártalmas növények, 1862. 1865. Gazdasági tudósítások Vértesaljáról, Növényhonosítás szemesítési és termelési kisérletekkel, Honosítási elvek és intézmények, Honosító egyletek, Növény-nemesítési észleletek, Növénytermelési kisérletek, A gyomok és távolításuk általában, Ipar- és kereskedelmi növények: Festő csülleng, Izacs, Isatis tinctoria, A cséplőgépek helyes alkalmazása egyéni és nemzetgazdasági szempontból, Tájékozásul, Tagosítás, legeltetés, nyári istállózás, A tagosítás jogszerű kifejlődése és történeti adatai hazánkban, Hazánk befásítási ügyében, Az istállózás mint lényeges tényezője gazdaságunk javításának, Átmenetel az istállózási rendszerre, Gazdasági táp- és haszonnövények ismertetése, ábrákkal, Tengeri kukoricza, 1866. Elmélkedések az ó és új év felett, Mit remélhetünk gazdászatunk fölvirágzását illetőleg ez évben, Észrevételek a gőzgéppeli csépeltetés jelen évi működéséről a Vááli völgyben, A vidéki gazdasági egyletek hivatása, Selyembogarak tenyésztése, Egyéni nézetek a marhavész tovaterjedésének meggátolásáról, Fokozatos átmenet a váltórendszerre, Az inség enyhítése ügyében, Az idei szüretről, 1866. Második szüret, 1866-67. Gazdasági tudósítások Váál völgyből, Őszinte szó a Falusi Gazda ügyében, Kártékony állatok, A föld-haszonbérlet, farm, jövője hazánkban, Szeszezzük-e borainkat vagy ne? Tájékozásul, Szőlőszet köréből: A harmadik kötözés és negyedik kapálás, A szőlő rothadásairól, A szőlő eredete és kiterjedése, Gyakorlati szőlőjavítás, A pásztás szőlőjavításról, A szőlőifjításról, A szőlőültetésről, Őszinte szó Magyarország Flóra-barátihoz, A boroshordók épségben tartása, A romlott hordók javítása, A pincze, Bizalmas szó falusi gazdasszonyainkhoz, A fehérmegyei gazdasági egylet ujjáalakítása ügyében, 1868. Terményiparnak fokozása érdekében, Természetrajzi közlemények: A lepék rendje, Nap-lepék, Szövönczök, Káposztavetemér, Káposzta-hernyó); a Gazdasági Lapokban (1858. Kártékony állatok az állatország rovarosztályából, 1860. Ártalmas növények, a növényország kétszikűek osztályából, 1867. A szerbtövis); a Vasárnapi Ujságban (1858. Kártékony állatok, 1860. Selyembogarak tenyésztése, 1864. Ártalmas növények); a Magyar Gazdában (1860. Önkéntes pályázat, Ártalmas növények, zsurló, békarokka, guzsalka, zsoltina, Serratulla, 1861. Konkoly, Vidéki tudósítások Vértesaljáról, Ártalmas növények, Tippan, Agrostis, Berghirse, Taraczkbuza, Triticum arvense, Üszög); a Kerti Gazdaságban (1859. Kártékony állatok az állatország rovarosztályából, szövönczök, Spinner Bombices, A földi giliszta, Ártalmas növények a növényország gombák rendéből); a Gazdászati Füzetekben (1862. Birka-métely); a Székesfejérvári Borász-Csarnokban (1863. Szőlőültetés körüli nézetek, Ártalmas növények, taraczkos gyökűek); a Honban (1865. 69., 170., Hazánk befásítása ügyében); a Szőlőszet és Borászatban (1866. Egy szőlész-borászati lap állandósítási terve, A szőlő eredete és kiterjedése. A szőlőtalaj és készítésmódja, A szőlőültetés körüli okszerű eljárás); az Igazmondóban (1867. 5. sz. Szerb tövis, 1868. 4. sz. Terményiparunk fokozása érdekében); a Falusi Gazda Naptárában (1867. Fesztetics György, 1868. Hasznos madarak, 1869. A burgonya betegségéről.)

## Munkái
- Szőlőszeti tájrajz. Fehérmegye válvölgyi és tabajdi szőlőmívelés ismertetése, tanulságos észrevételekkel a mai szőlőipar fejlesztéseül. Pest, 1859.
- Magyarországi kártékony állatok és ártalmas növények, melyek ismerete, távolításuk módjával minden háztartás-, kertészet- és gazdászatnak érdekében áll. Rövid népszerű szöveggel és 143 felvilágosító ábrával. Jutalmazott pályamű. Uo. 1865. (Miskolczy S.-el együtt.)
- Letenyey Lajos összes munkái. Irányeszmék. Kiadta Gyürky Antal. I. füzet. Szerző arczképével. Ugyanott, 1865. (A szerző életrajzával.)